# شهرستان جبل مراد
ناحیهٔ جبل مراد (به عربی: مدیریة جبل مراد) یک ناحیه در یمن است که در استان مأرب واقع شده‌است.
ناحیهٔ جبل مراد ۱۰٬۲۸۰ نفر جمعیت دارد.